# Labastide-d'Armagnac
Labastide-d'Armagnac (gaskonsko La Bastida d'Armanhac) je naselje in občina v francoskem departmaju Landes regije Akvitanije. Naselje je leta 2009 imelo 686 prebivalcev.

## Geografija
Kraj leži v pokrajini Gaskonji ob reki Douze, 28 km severovzhodno od Mont-de-Marsana.

## Uprava
Občina Labastide-d'Armagnac skupaj s sosednjimi občinami Arue, Bourriot-Bergonce, Cachen, Lencouacq, Maillas, Pouydesseaux, Retjons, Roquefort, Saint-Gor, Saint-Justin, Sarbazan in Vielle-Soubiran sestavlja kanton Roquefort s sedežem v Roquefortu. Kanton je sestavni del okrožja Mont-de-Marsan.

## Zgodovina
Naselbina je bila ustanovljena kot srednjeveška bastida Bolonia pod Bernardom VI. d'Armagnacom, s pooblastilom Plantagenetov, leta 1291.

## Zanimivosti
- osrednji trg Place Notre-Dame, imenovan tudi Place Royale,
- utrjena cerkev Notre-Dame de Labastide-d'Armagnac iz 14. stoletja,
- klasicistični dvorec Château du Prada iz druge polovice 18. stoletja,
- nekdanji protestantski tempel, danes muzej bastide,
- kapela Notre Dame des Cyclistes, ostanek nekdanjega srednjeveškega gradu vitezov templarjev Château de Géou iz 12. stoletja, konec 50. let 20. stoletja spremenjena v kolesarski muzej, narodno svetišče kolesarjev pod zaščito Device Marije[2]; leta 1989 je bila kapela izhodišče 8. etape kolesarske dirke po Franciji.

## Promet
Labastide-d'Armagnac se nahaja ob državni cesti (Route nationale) RN 626, ki poteka v smeri severozahod - jugovzhod od Mimizan-Plage, Mimizan do Ajaca, Limoux.

## Vir
1. ↑  »Populations légales 2016«. Nacionalni inštitut za statistične in gospodarske raziskave. Pridobljeno 25. aprila 2019.
2. ↑  Site officiel de Labastide d'Armagnac